# Gelastocera rubicundula
Gelastocera rubicundula är en fjärilsart som beskrevs av Alfred Ernest Wileman 1911. Gelastocera rubicundula ingår i släktet Gelastocera och familjen trågspinnare. Inga underarter finns listade i Catalogue of Life.